# Krešimir Zubak
Krešimir Zubak (* 25. ledna 1947) je bosenskochorvatský politik, který sloužil jako 1. chorvatský člen předsednictva Bosny a Hercegoviny v letech 1996 až 1998. Na začátku bosenské války v roce 1992 vstoupil do Chorvatského demokratického společenství (HDZ BiH).
Poté, co Mate Boban opustil funkci prezidenta Chorvatské republiky Herceg-Bosna, nastoupil na něj Zubak. Za Zubaka navázala Chorvatská rada obrany a Armáda Republiky Bosna a Hercegovina mírové vztahy a byla podepsána Washingtonská dohoda. Později působil jako inaugurační prezident Federace Bosny a Hercegoviny a později byl zvolen do bosenského předsednictva. V letech 2001 až 2002 působil také jako ministr pro lidská práva a uprchlíky.
Zubak opustil HDZ BiH v roce 1998 a založil Novou chorvatskou iniciativu.